# Villers-Chemin-et-Mont-lès-Étrelles
Villers-Chemin-et-Mont-lès-Étrelles är en kommun i departementet Haute-Saône i regionen Bourgogne-Franche-Comté i östra Frankrike. Kommunen ligger i kantonen Gy som tillhör arrondissementet Vesoul. År 2022 hade Villers-Chemin-et-Mont-lès-Étrelles 123 invånare.

## Befolkningsutveckling
Antalet invånare i kommunen Villers-Chemin-et-Mont-lès-Étrelles
| Referens: INSEE |